# Csehország budapesti követeinek és nagyköveteinek listája
Ez a lista Csehország budapesti nagykövetsége vezetőit sorolja fel - beosztásuktól függetlenül. A listában helyt kapnak azok is, akik nem nagyköveti rangban vezették az intézményt (bármilyen rangú ügyvivők).

## Misszióvezetők
| megbízólevél         | visszahívás  | név              | rang      |
| -------------------- | ------------ | ---------------- | --------- |
| 1993                 | 1994.        | Michal Černý     | ügyvivő   |
| 1994. augusztus 26.  | 1998.        | Richard Pražák   | nagykövet |
| 1998. október 5.     | 2002.        | Rudolf Jindrák   | nagykövet |
| 2002. március 6.     | 2006.        | Hana Hubáčková   | nagykövet |
| 2006. október 5.     | 2010.        | Jaromír Plíšek   | nagykövet |
| 2010. szeptember 27. | 2014.        | Helena Bambasová | nagykövet |
| 2014. október 13.    | 2019. június | Juraj Chmiel     | nagykövet |
| 2019. szeptember 2.  |              | Bial Tibor       | nagykövet |